# Salome Jens
Pour les articles homonymes, voir Jens (homonymie).
Salome Jens, née le 8 mai 1935 à Milwaukee (Wisconsin), est une actrice et danseuse américaine.

## Biographie

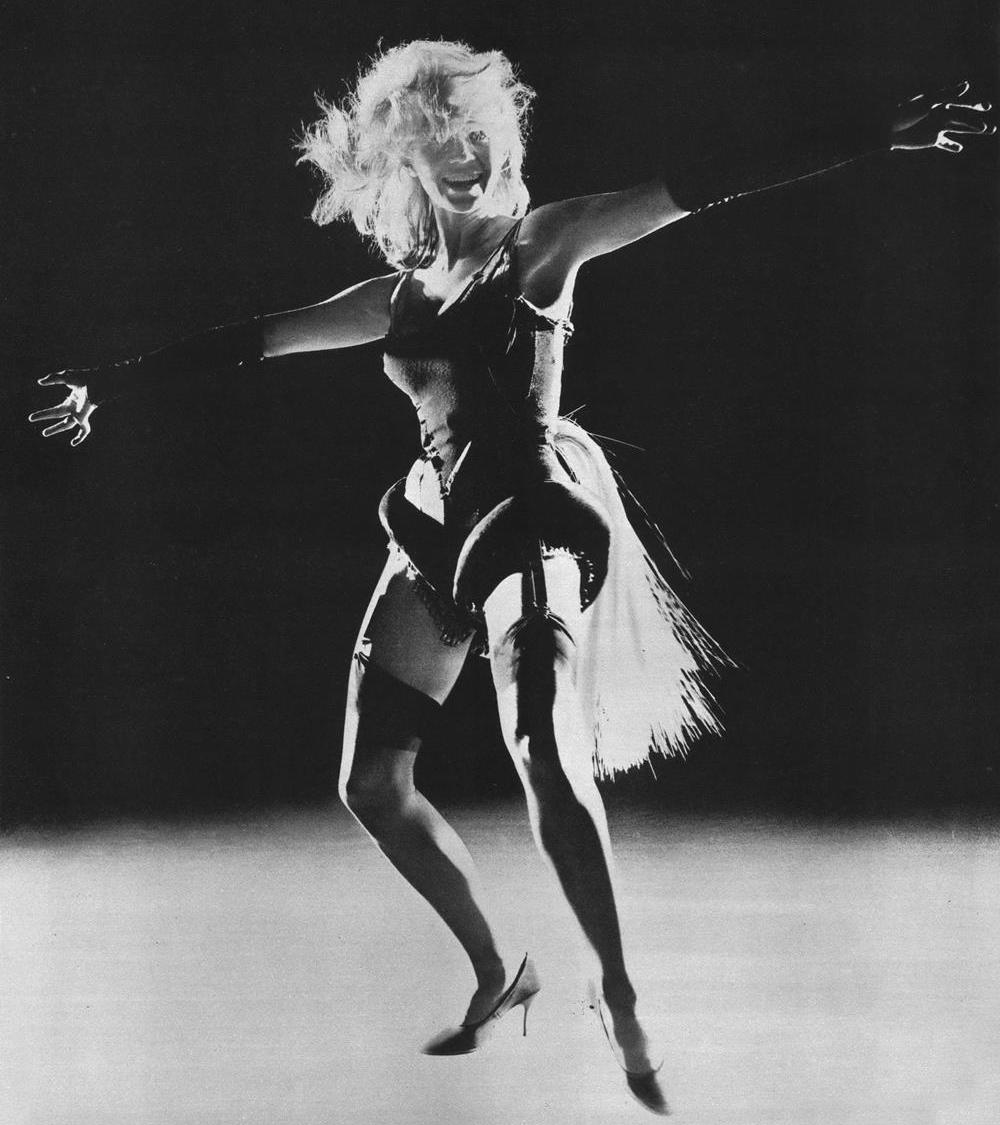
En 1961 Off-Broadway,
dans Le Balcon

Actrice de théâtre dès le milieu des années 1950, Salome Jens débute à Broadway (New York) en 1956, dans Sixth Finger in a Five Finger Glove de Scott Mitchell (avec Conrad Bain et Frank Campanella). Là, suivent neuf autres pièces, dont Après la chute d'Arthur Miller (1964-1965, avec Jason Robards et Barbara Loden), Le Tartuffe ou l'Imposteur de Molière (1965, avec Hal Holbrook et Roy Scheider) et Marie Stuart de Friedrich von Schiller (1971, avec Philip Bosco et Aline MacMahon), sa dernière pièce à Broadway, où elle tient le rôle-titre. S'y ajoute en 1968 la comédie musicale I'm Solomon sur une musique d'Ernest Gold (avec Dick Shawn dans le rôle-titre et Carmen Mathews).
Toujours à New York, elle joue également Off-Broadway dans dix autres pièces, depuis La Cantatrice chauve et Jacques ou la Soumission d'Eugène Ionesco (1958, avec Philip Bruns et Donald Moffat) jusqu'à Un mensonge de l'esprit de Sam Shepard (1985-1986, avec Louise Latham et Deirdre O'Connell). Entretemps, citons Le Balcon de Jean Genet (1961, avec Grayson Hall et Roy Poole), Le Conte d'hiver de William Shakespeare (1963, avec Charles Durning et James Earl Jones) et Une lune pour les déshérités d'Eugene O'Neill (1968, avec Jack Kehoe et Mitch Ryan).
Au cinéma, elle contribue à vingt-et-un films américains, depuis un court métrage de 1956 et un premier long métrage de 1958 jusqu'au film d'animation Norm de Trevor Wall (en) (2016), auquel elle prête sa voix. Dans l'intervalle, mentionnons L'Opération diabolique de John Frankenheimer (1966, avec Rock Hudson et John Randolph), Sauvages de James Ivory (1972, avec Thayer David et Susan Blakely) et Green Lantern de Martin Campbell (2011, avec Ryan Reynolds dans le rôle-titre et Blake Lively).
À la télévision américaine enfin, elle apparaît dans cinquante-sept séries, les deux premières en 1958. Suivent entre autres Les Incorruptibles (deux épisodes, 1962-1963), Kojak (un épisode, 1976), Superboy (huit épisodes, 1988-1992) et Star Trek: Deep Space Nine (quinze épisodes, 1994-1999, où elle incarne la Fondatrice). Sa dernière série est The Event (un épisode, 2010).
S'ajoutent vingt-et-un téléfilms (le premier diffusé en 1961, le dernier en 2001), dont Barefoot in Athens de George Schaefer (1966, avec Peter Ustinov et Geraldine Page), The Boy Who Talked to Badgers de Gary Nelson (1975, avec Carl Betz et Robert Donner) et Tomorrow's Child de Joseph Sargent (1982, avec Stephanie Zimbalist et William Atherton) ; .   

## Théâtre à New York (intégrale)

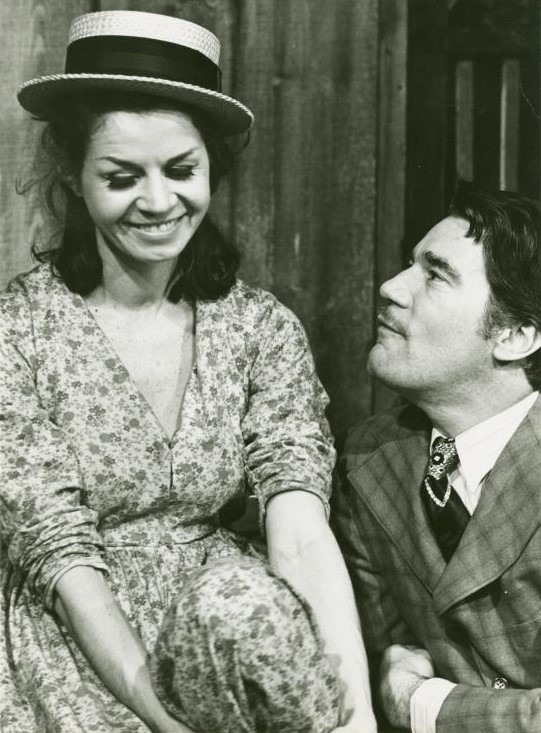
Salome Jens et Mitch Ryan, dans Une lune pour les déshérités (Off-Broadway, 1968)

(pièces, sauf mention contraire)

### Broadway
- 1956 : Sixth Finger in a Five Finger Glove de Scott Mitchell : Mlle Ferguson
- 1958-1959 : The Disenchanted de Budd Schulberg et Harvey Breit : Georgette
- 1961 : A Far Country d'Henry Denker, mise en scène d'Alfred Ryder, costumes d'Ann Roth : Martha Bernays Freud
- 1962 : Night Life de Sidney Kingsley : Anna
- 1964 : But For Whom Charlie de S. N. Behrman, mise en scène d'Elia Kazan, décors et lumières de Jo Mielziner, costumes d'Anna Hill Johnstone : Gillian Prosper
- 1964-1965 : Après la chute (After the Fall) d'Arthur Miller, mise en scène d'Elia Kazan, décors et lumières de Jo Mielziner, costumes d'Anna Hill Johnstone : Holga
- 1965 : Le Tartuffe ou l'Imposteur (Tartuffe) de Molière, adaptation de Richard Wilbur : Elmire
- 1966 : First One Asleep, Whistle d'Oliver Hailey, mise en scène de John Berry, costumes de Theoni V. Aldredge : Elaine
- 1968 : I'm Solomon, comédie musicale, musique d'Ernest Gold, paroles d'Anne Croswell, livret d'Anne Croswell et Dan Almagor, mise en scène de Michael Benthall, costumes de Jane Greenwood : Makedah
- 1969 : Un bon patriote (en) (A Patriot for Me) de John Osborne, mise en scène de Peter Glenville, décor d'Oliver Smith : Comtesse Sophia Delyanoff
- 1971 : Marie Stuart de Friedrich von Schiller : rôle-titre

### Off-Broadway
- 1958 : La Cantatrice chauve (The Bald Soprano : la bonne Mary) et Jacques ou la Soumission (Jack : Roberta) d'Eugène Ionesco, adaptation de Donald M. Allen
- 1961 : Le Balcon (The Balcony) de Jean Genet, adaptation de Bernard Frechtman, mise en scène de José Quintero : la fille
- 1961 : Shadow of Heroes de Robert Ardrey : Julia Rajk
- 1962 : The Lunatic View de David Campton : Bobby / Miss Europe
- 1963 : Désir sous les ormes (Desire Under the Elms) d'Eugene O'Neill, mise en scène de José Quintero : Abbie Putman (remplacement)
- 1963 : Le Conte d'hiver (The Winter's Tale) de William Shakespeare : Hermione
- 1967 : Posterity for Sale de Niccolo Tucci : Amy Worthington
- 1968 : Une lune pour les déshérités (A Moon for the Misbegotten) d'Eugene O'Neill : Josie Hogan
- 1985-1986 : Un mensonge de l'esprit (A Lie of the Mind) de (et mise en scène par) Sam Shepard : Lorraine (remplacement)

## Filmographie partielle

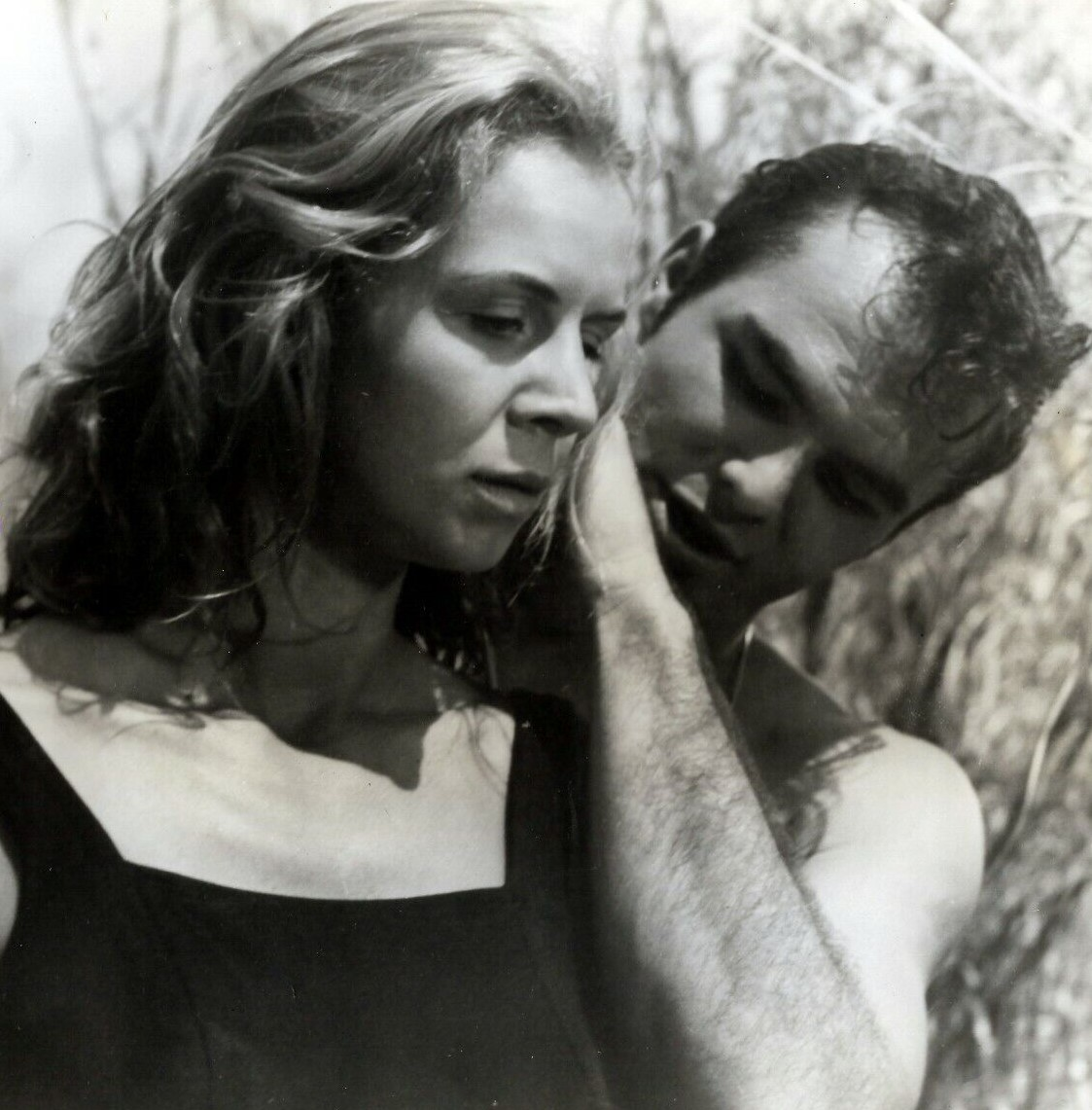
Salome Jens et Burt Reynolds,
dans Angel Baby (1961)

### Cinéma
- 1961 : Angel Baby (en) de Paul Wendkos : rôle-titre
- 1966 : L'Opération diabolique (Seconds) de John Frankenheimer : Nora Marcus
- 1969 : Me, Natalie de Fred Coe : Shirley Norton
- 1971 : Des amis comme les miens (Such Good Friends) d'Otto Preminger : une donneuse de sang à l'hôpital
- 1972 : Sauvages (Savages) de James Ivory : Emily Penning
- 1980 : La Guerre des as (en) (Cloud Dancer) de Barry Brown (en) : Jean Randolph
- 2001 : Comme chiens et chats (Cats & Dogs) de Lawrence Guterman (film d'animation) : Collie au QG des chiens (voix)
- 2011 : Green Lantern de Martin Campbell : une gardienne
- 2016 : Norm (Norm of the North) de Trevor Wall (en) : la conseillère Klubeck (voix)

### Télévision

#### Séries

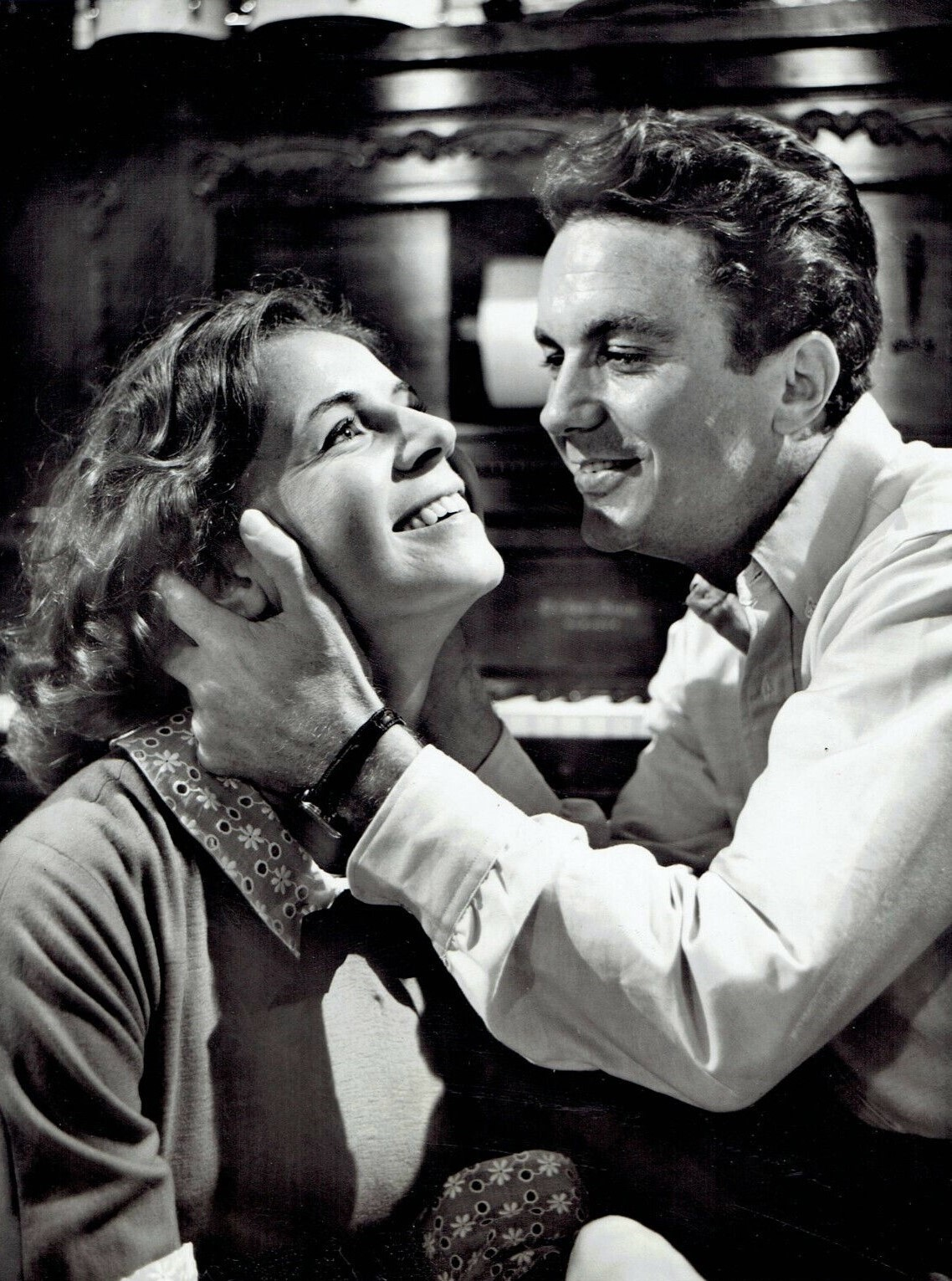
Salome Jens et Cliff Robertson dans la série The United States Steel Hour, épisode Man on the Mountain Top (1961)

- 1961-1963 : The United States Steel Hour (en)
  - Saison 9, épisode 6 Man on the Mountain Top (1961) : Gerta Blake
  - Saison 10, épisode 16 Mission of Fear (1963) : rôle non spécifié
- 1962 : Les Accusés (The Defenders), saison 1, épisode 28 The Naked Heiress de Jack Smight : Fay Dumont
- 1962 : Naked City, saison 3, épisode 33 Goodbye Mama, Hello Auntie Maud de Robert Gist : Ellen Annis
- 1962-1963 : Les Incorruptibles (The Untouchables)
  - Saison 3, épisode 27 Arsenal (1962) de Paul Wendkos : Eva Tobek
  - Saison 4, épisode 21 L'Homme à la chambre froide (The Man in the Cooler, 1963) d'Ida Lupino : Marcie Remp
- 1963 : Alcoa Premiere (en), saison 2, épisode 25 The Dark Labyrinth de Sydney Pollack : Madelyn Warren
- 1963 : Au-delà du réel (The Outer Limits), saison 1, épisode 9 La pierre parle (Corpus Earthling) de Gerd Oswald : Laurie Cameron
- 1966 : Commando du désert (The Rat Patrol), saison 1, épisode 7 Le Bluff de l'aveugle (The Blind Man's Bluff Raid) de Lee H. Katzin : Patricia Bauer
- 1967 : Les Espions (I Spy), saison 2, épisode 21 Une chambre au château (A Room with a Rock) : Lindy
- 1967-1973 : Love Is a Many Splendored Thing (en), feuilleton, 500 épisodes : Audrey Hurley
- 1970 : Bonanza, saison 12, épisode 4 Le Fourgon (The Wagon) de James Neilson : Madge Tucker
- 1970-1975 : Médecins d'aujourd'hui (Medical Center)
  - Saison 2, épisode 2 Undercurrent (1970) de Daniel Petrie : Dr Abby Whitten
  - Saison 7, épisodes 1 et 2 The Fourth Sex (Parts I & II) de Vincent Sherman : Heather Caddison
- 1971-1973 : Gunsmoke ou Police des plaines (Gunsmoke ou Marshal Dillon)
  - Saison 16, épisode 16 Captain Sliog (1971) de William Conrad : Josephine Burney
  - Saison 18, épisode 23 Talbot (1973) de Vincent McEveety : Katherine Snider
- 1975 : Petrocelli, saison 2, épisode 12 A Deadly Vow d'Irving J. Moore : Leah Barnes
- 1976 : Kojak, saison 4, épisode 4 Le Double (Out of the Shadows) de Jeannot Szwarc : Olga Nurell
- 1977 : Barnaby Jones, saison 6, épisode 9 The Reincarnation de Walter Grauman : Estelle Wilson / Rosalynn Vickers
- 1981 : Pour l'amour du risque (Hart ot Hart), saison 3, épisode 1 Vive la rose (Harts and Flowers) d'Harry Winer :
- 1981 : Quincy (Quincy, M.E.), saison 7, épisode 8 Dead Stop de Ray Danton : Lana Chesnell
- 1986 : Dynastie 2 : Les Colby (Dynasty II: The Colbys), saison 1, épisode 13 Le Choix de Fallon (Fallon's Choice) de Curtis Harrington : Mme McAllister
- 1986 : Cagney et Lacey (Cagney & Lacey), saison 5, épisode 19 Exit Stage Center de James Frawley : Ann McIntyre
- 1986 : MacGyver, saison 2, épisode 7 Route dangereuse (The Road Not Taken) de Cliff Bole : Sœur Margaret
- 1987 : Falcon Crest, saison 7, épisode 6 New Faces de Michael A. Hoey, épisode 7 Sweet Revenge de Reza Badiyi, épisode 8 Manhunt de Michael A. Hoey et épisode 9 Hunter's Moon de Reza Badiyi : Claudia Chadway
- 1988-1992 : Superboy (The Adventures of Superboy)
  - Saison 1, épisode 10 Eaux troubles (Troubled Waters, 1988) de Reza Badiyi et épisode 22 Le Fantôme de la 3e Division (The Phantom of the Third Division, 1989) de David Nutter : Martha Kent
  - Saison 2, épisodes 18 et 19 Superboy vers Krypton, 1re et 2e parties (Part I : Abandon Earth & Part II: Escape to Earth, 1990) : Martha Kent
  - Saison 3, épisodes 17 et 18 Renaissance, 1re et 2e parties (Rebirth, Parts I & II, 1991) : Martha Kent
  - Saison 4, épisodes 21 et 22 Rite de passage, 1re et 2e parties (Rites of Passage, Parts I & II, 1992) : Martha Kent
- 1990 : Les Années coup de cœur (The Wonder Years), saison 3, épisode 18 La Foi (Faith) de Michael Dinner : Mlle Stebbins
- 1992 : Les Contes de la crypte (Tales from the Crypt), saison 4, épisode 10 À la place du mort (Maniac at Large) de John Frankenheimer : Mme Pritchard
- 1992-1993 : La Loi de Los Angeles (L.A. Law), saison 7, épisode 7 Compagnons de cellule (Helter Shelter, 1992), épisode 10 Art douteux (Spanky and the Art Gang, 1993) d'Elodie Keene et épisode 11 La Bonne fête de Gwen (Bare Witness, 1993) d'Oz Scott : Beatrice Schuller
- 1992-1997 : Melrose Place
  - Saison 1, épisode 5 Un secret bien mal gardé (Leap of Faith, 1992), épisode 7 Chacun sa méthode (My Way, 1992), épisode 12 Affaires polluées (Polluted Affairs, 1992) de Daniel Attias et épisode 26 Chagrin et Retrouvailles (End Game, 1993) de James Frawley : Joan Campbell
  - Saison 6, épisode 10 Une étrange obsession (My Little Coma Girl, 1997) : Joan Campbell
- 1993 : Star Trek : La Nouvelle Génération (Star Trek: The Next Generation), saison 6, épisode 20 Le Secret (The Chase) de Jonathan Frakes : l'humanoïde
- 1994 : Chicago Hope : La Vie à tout prix (Chicago Hope), saison 1, épisode 8 Une mort digne (Death Be Proud) de Michael Schultz : une membre du Conseil d'Administration
- 1994-1999 : Star Trek: Deep Space Nine
  - Saison 3, épisodes 1 et 2 La Quête, 1re et 2e parties (The Search, Parts I & II, 1994) de Jonathan Frakes et épisode 14 Cœur de pierre (Heart of Stone, 1995) d'Alexander Singer : Fondatrice
  - Saison 4, épisode 26 Flux brisé (Broken Link, 1996) : Fondatrice
  - Saison 6, épisode 4 Derrière les lignes (Behind the Lines, 1997) de LeVar Burton, épisode 5 Gloire aux braves (Favor the Bold, 1997) de Winrich Kolbe et épisode 6 Le Sacrifice des anges (Sacrifice of Angels, 1997) d'Allan Kroeker : Fondatrice
  - Saison 7, épisode 17 Nous serons unis (Penumbra, 1999), épisode 18 Jusqu'à ce que la mort (’Til Death Do Us Part, 1999) de Winrich Kolbe, épisode 19 Étranges Partenaires (Strange Bedfellows, 1999) de René Auberjonois, épisode 20 Le Visage changeant du mal (The Changing Face of Evil, 1999) de Mike Vejar, épisode 22 Le Souffle de la guerre (Tacking Into the Wind, 1999) de Mike Vejar, épisode 24 Les Chiens de guerre (The Dogs of War, 1999) d'Avery Brooks, épisodes 25 et 26 Le Jugement des Prophètes (What You Leave Behind, 1999) d'Allan Kroeker : Fondatrice
- 2003 : La Famille Delajungle (The Wild Thornberrys), saison 5, épisode 2 Folies sur la banquise (Ice Follies) (série d'animation) : Humpback Whale (voix)
- 2007 : Avatar, le dernier maître de l'air (Avatar: The Last Airbender), saison 3, épisode 8 Le Marionnettiste (The Puppetmaster) (série d'animation) : voix additionnelle
- 2010 : The Event, saison unique, épisode 6 Anges et Démons (Lyalty) de Jonas Pate : Violet

#### Téléfilms
- 1961 : The Million Dollar Incident (en) de Norman Jewison : Sheila
- 1966 : Barefoot in Athens de George Schaefer : Theodote
- 1975 : The Boy Who Talked to Badgers de Gary Nelson : Esther MacDonald
- 1977 : In the Glitter Palace de Robert Butler : la juge Kendis Winslow
- 1977 : Sharon: Portrait of a Mistress de Robert Greenwald : Terri
- 1980 : The Golden Moment: An Olympic Love Story de Richard C. Sarafian : Ilyena
- 1981 : A Matter of Life and Death de Russ Mayberry : Murphy
- 1981 : The Two Lives of Carol Letner de Philip Leacock : Dr Miller
- 1982 : Tomorrow's Child de Joseph Sargent : Laura Pressburg
- 1983 : Grace Kelly (en) d'Anthony Page : Mady Christians
- 1983 : L'Hôpital en flammes (Uncommon Valor) de Rodney Amateau : l'infirmière Anne Botts
- 1983 : Le Crime dans le sang (en) (A Killer in the Family) de Richard T. Heffron : Alice Johansen
- 1985 : Palying with Fire d'Ivan Nagy : Dr Becker
- 1989 : Cast the First Stone de John Korty : Sœur Angela
- 1996 : The Lottery de Daniel Sackheim : Faith Lloyd